# 良渚博物院
良渚博物院位于中华人民共和国浙江省杭州市余杭区良渚街道美丽洲路1号、美丽洲公园内，是一座展览、陈列、研究良渚文化的专题类博物馆，其前身为1994年成立开馆的良渚文化博物馆，新馆于2005年3月动工、2008年10月对外开放，馆名由江泽民题写。2017年8月，根据良渚遗址和良渚文化最新考古成果，良渚博物院基本陈列改造升级，于2018年6月重新对外开放。

## 建筑设计
良渚博物院新馆由英国建筑师戴卫·奇普菲尔德（David Chipperfield）设计，其设计理念为“一把玉锥散落地面”，建筑由不完全平行的四个长条形体块组成，内部穿插设计了三个天井式庭院，外墙采用黄洞石砌筑。新馆占地面积4万平方米，建筑面积1万平方米，展览面积4000多平方米，设有3个常规展厅、1个临时展厅及文物库房等
良渚博物馆基本展览总主题为“良渚文化实证中华五千年文明”，突出展示良渚文明在中国和世界同类或同时期文明中的地位。展览设计理念是：雍容华贵、高雅亲和。展览力求创新陈列理念、合理运用先进的展示方法和手段，努力化解良渚文化的专业元素，使博物院成为一座可观、可学、可触、可玩的平民化博物馆。在三个相互联系又独立的展厅中，分别陈列“发现求真”、“良渚古国”和“良渚文明”三大内容，另外在第一展厅和第三展厅中分隔出前厅和尾厅，作为导引和结束。
。

## 展览陈列
该馆基本展览的总主题为“良渚文化实证中华五千年文明”，分“发现求真”、“良渚古国”和“良渚文明”三部分内容，馆内共展出良渚文化时期玉器、陶器和漆器等珍贵文物1000余件。

## 奖项
1994年中国国家文物局将浙江余杭良渚遗址群荐为「世界遗产名录」预备清单。
“良渚文化实证中华五千年文明”获第八届全国博物馆十大陈列展览精品奖。
2008年良渚古城考古发现获评2007年度中国考古十大发现。